# 谭维四
谭维四（1930年4月13日—2020年9月7日），男，湖南省长沙县（今属望城区）人。中国考古学家。因主持发掘曾侯乙墓，并主持复制了曾侯乙编钟而为人所知。曾担任中国湖北省博物馆馆长。

## 生平
1930年4月13日生于湖南省长沙县。早年就读于长沙师范学校，曾在全校歌咏比赛中获得金奖。1949年毕业后考入湖南大学音乐系。1949年10月中华人民共和国成立后，他被招入湖北省文联文工团，紧接着被送入湖北人民革命大学接受思想改造。1952年土地改革运动时，文工团整编，他与白绍芝（后来结为伴侣）等5人被湖北省人民政府文物管理委员会挑中，从此开始了文物考古生涯。
1954年结业于北京大学第三届考古工作人员训练班。回鄂后，参加了屈家岭遗址与天门石家河遗址等考古发掘。1964年后，历任湖北省博物馆文物考古队队长、副馆长、馆长、研究馆员。曾任中国考古学会理事、中国文物学会理事、湖北省考古学会副理事长等职。主持过江陵楚都纪南城、江陵望山楚墓、江陵凤凰山秦汉墓、随州曾侯乙墓等考古发掘工作。2013年入选“湖北文化名家”。
2020年9月7日因病医治无效在武汉去世。